# Hadrien Laroche
Hadrien Laroche, né à Paris le 13 novembre 1963, est un écrivain, philosophe et chercheur français.

## Biographie
Hadrien Laroche est un ancien élève de l’École Normale Supérieure de Fontenay-Saint-Cloud (Lettres modernes, Fontenay, 1984-1989). Il a été le premier élève de l’ENS à enseigner au département French and Italian de Dartmouth College (New Hampshire, USA, 1986-87). Il a obtenu son CAPES de Lettres (Major, 1989) puis sa Maîtrise, Un coup de folie, Igitur : poésie de Stéphane Mallarmé, de l’Université Paris VII, Jussieu, sous la direction de Julia Kristeva (1989). Il a obtenu son DEA (Diplôme d’Études approfondies), Politique de Jean Genet, puis son Doctorat de philosophie et sciences sociales, Fiction et politique de Jean Genet, sous la direction de Jacques Derrida, à l’École des Hautes Études en Sciences Sociales (EHESS, 1995). Il est Assistant Moniteur Normalien (AMN) à l’Université Toulouse-Le Mirail (1995-1997), chargé des cours sur le mouvement surréaliste.
En 1998, il a publié un essai à partir de sa thèse de Doctorat, Le Dernier Genet : Histoire des hommes infâmes (nommé pour le Prix Fémina du meilleur essai, Seuil, Fiction & Cie, 1998 ; nouvelle édition Champs-Flammarion (2010) ; traduction anglaise David Homel, The Last Genet: a writer in revolt (Arsenal Pulp Press, 2010)). Son ouvrage traite de l’engagement politique de Jean Genet auprès des Panthères noires aux États-Unis, des Palestiniens au Moyen-Orient et des immigrés en France ; au-delà, il s’agit d’une enquête sur les rapports entre le monde réel et le monde grammatical, la violence et la langue. Entre 1998 et 2014, il a mené de front une carrière diplomatique et d’écrivain-chercheur. Il travaille en tant que Conseiller culturel chargé de développer la coopération scientifique, universitaire et artistique sur trois continents : à Tel-Aviv (Israël, 1998-2002), à l’UNESCO (Paris, 2003-2006), à Vancouver (Colombie Britannique, Canada, 2006-2010), à Dublin (Irlande, 2010-2014). En 2005, il a publié le premier volume d’une trilogie romanesque : Les Orphelins (Allia, 2005, J’ai Lu, 2006 ; traduction anglaise Jan Steyn, Orphans, Dalkey Press, 2014), suivi par Les Hérétiques (Flammarion, Paris, 2006) et La Restitution (Flammarion, Paris, 2009), qui est le premier ouvrage de fiction écrit à partir du fait historique de la spoliation des œuvres d’art en Europe durant la Seconde Guerre mondiale.
Son travail – fiction et essai – est traduit en langue anglaise. Il participe à de nombreuses conférences dans le monde où il intervient sur la création contemporaine : poésie et littérature française et francophone, philosophie française, arts visuels (XXe, XXIe siècle). Il est en particulier un spécialiste de Jean Genet (fiction et politique) mais également de Jacques Derrida (déconstruction et traumatisme) et de Marcel Duchamp (ready-made, Étant donnés). Sa pratique d’écrivain comme son travail de chercheur intègrent une dimension historique et politique (Post-Colonial Studies, Guerres mondiales, Shoah), esthétique (pratique d’écriture, pensée philosophique, réflexion sur les arts visuels et les avant-gardes littéraires et philosophiques) et éthique. En définitive, il interroge les liens entre la création artistique – l’écriture au premier chef – et la vie. Son travail porte sur le concept et l'expérience de « l'homme orphelin de son humanité ».

## Travaux

### Fiction
- Qui va là !, Rivages / Actes Sud, 2015
- La Restitution, Flammarion, 2009
- Les Hérétiques, Flammarion, 2007
- Les Orphelins, Allia, 2005

### Essai
- Duchamp Déchets, Les hommes, les objets, la catastrophe, Éditions du Regard, 2014  (ISBN 2841053253)
- La Machine à signatures, Marcel Duchamp, Incultes, #18, 2009
- Face à la Pente, in Valère Novarina, Théâtres du verbe, Corti, 2001
- Le Dernier Genet, Histoire des hommes infâmes, Seuil, Fiction & Cie, nommé pour le prix Fémina, 1997

### Récit
- Le Miroir chinois, Le Seuil, 1999

### Poésie
- Ezra Aliocha Ulysse, La Queue du tigre, 2000
- Sorde, avec des dessins de Didier Hamey, M/M (Paris), 1994
- au pire, mem/Arte Facts, 1990

### Traductions
- Duchamp: the signature's machine, in Breathless days, 1959-1960, editors Serge Guilbaut, John O Brian, Duke University Press, 2017,  (ISBN 0822360411)
- Orphans, translated by Jan Steyn and Caite Dolan-Leach, Dalkey Archive Press, 2014
- The Last Genet: a writer in revolt, translated by David Homel, Arsenal Pulp Press, 2010

### Collectifs
- Pourquoi nous sommes nietzschéens, coordonné par Dorian Astor et Alain Jugnon, Les Impressions nouvelles, 2016
- Lettres à Sade, réunies et présentées par Catriona Seth, éditions Thierry Marchaisse, Paris, 2014
- WGS Face à Sebald, Inculte, Monographie, Paris, 2011
- Cent jours sans, Comité de soutien à Florence Aubenas, Florence Aubenas et Hussein Hanoun, Paris, 2005

### Direction d'ouvrages
- Pour Genet, Actes du Colloque du centenaire de naissance de Jean Genet, sous la direction d’Hadrien Laroche, Fontevrault, Maison des écrivains et des traducteurs étrangers (meet), 2011
- Quito / Dublin, meet, revue bilingue, no 16, sous la direction d'Hadrien Laroche, Maison des écrivains et des traducteurs étrangers (meet), 2012
- Le Caire / Vancouver, meet, revue bilingue, no 12, sous la direction d'Hadrien Laroche, Maison des écrivains et des traducteurs étrangers (meet), 2008

### Articles
- "Derrida - to life", in The Oxford Literary Review, Volume 36, Number 2, 2014
- "Court traité de la décision en deux pages", in Jacques Derrida, L'événement Déconstruction, Les Temps modernes, no 669-670, Gallimard, juillet/décembre 2012
- "Dans le tramway avec W.G Sebald", in Face à Sebald, édition inculte, 2011, p.p. 289-305.
- "Marcel Duchamp. La machine à signatures" in inculte, no 18, 2009, p.p. 41-65.